# Australsk kongeparakit
Australsk kongeparakit (Alisterus scapularis) er en papegøje fra det østlige Australien, som lever fra Cooktown i Queensland til Port Campbell i Victoria. Den findes i fugtige, skovklædte højlandsområder, herunder eukalyptusbevoksninger. Den lever af frugter og frø, som den finder i træer eller på jorden.

## Taksonomi
Den australske kongeparakit blev første gang beskrevet af den tyske naturhistoriker Martin Lichtenstein i 1816 som Psittacus scapularis. Arten tilhører slægten Alisterus, hvis tre medlemmer alle kaldes kongeparakitter. 
Der er to anerkendte underarter, som adskiller sig i størrelse:
- A. s. scapularis (Lichtenstein, 1816)
- A. s. minor (Mathews, 1911)

Naturligt forekommende hybrider af australsk kongeparakit og rødvingeparakit (Aprosmictus erythropterus) er observeret i Bell i det sydøstlige Queensland.

## Beskrivelse
Den voksne fugl er omkring 43 cm lang inklusiv den lange, brede hale. Den voksne han har rødt hoved, bryst og underside. I nakken har den et blåt bånd mellem det røde hoved og den grønne ryg. Vingerne er grønne med et lysegrønt skulderbånd. Overgumpen er blå og halen grøn. Den øverste del af hannens næb er rød-orange med en sort spids og den nederste del er sort med en orange base. Hannens irisser er gule. Hunnens fjerdragt afviger markant fra hannens med grønt hoved og bryst, gråt næb og det lyse skulderbånd er mindre eller helt fraværende. Ungfuglene ligner hunnen men har brune irisser og gulligt næb.
Underarten A. s. minor findes i den nordligste del af udbredelsesområdet og ligner nominatformen, men er typisk omkring 5 cm kortere.
- Han med tydelig blå overgump
- Hun i det sydøstlige Queensland
- Ungfugl